# 川村竜
川村 竜（かわむら りゅう、1982年8月30日 - ）は日本のジャズベーシスト、作曲家・編曲家、プロデューサー。

## 経歴
大阪府出身。高校時代にエレキベースを本格的に始め、在学中よりプロとしての活動をスタート。音楽大学に入学後、コントラバスを始め国内外の様々な著名ミュージシャンと共演を重ねる。2004年、ハワイで開催された国際コントラバスフェスティバルのJAZZ部門において、日本人初・史上最年少での最優秀賞を受賞。
ヨーロッパジャズの重鎮であるトランペッターのダスコ・ゴイコヴィッチ氏のインターナショナルカルテットへの参加や、ビル・エヴァンスの最後のドラマー・ジョー・ラバーベラとのツアーやレコーディングにも参加。ピアニストのビル・メイズやジョン・ディ・マルティーノなど海外のミュージシャンとの共演も多い。
2009年より、岩男潤子の歌手活動におけるプロデュース・バンマスをしている。
作編曲家としての評価も高く、数々のアニソンアレンジには作曲家の田中公平も絶賛。同氏の楽曲の編曲等も手がけるほか、台湾・香港・フランスでのライブにも帯同する。2017年1月より放送のテレビアニメ『鬼平』では同氏と共同で音楽を担当する。
このほか2019年ごろから「ミートたけし」の名義でゲームストリーマー（おもに格闘ゲーム）およびYouTuberとしても活動。もともとビデオゲームではRPGが好きで、久石譲や田中公平らによるゲームサウンドは音楽家としても基礎になっていると述べている。

## 出演

### テレビ
- Live Lab（2012年5月14日他、MUSIC AIR）
- アニソンぷらす（2013年1月14日・3月11日、テレビ東京）
- シャキーン!（2015年4月7日、NHK Eテレ）「日本全国腹めぐり」コーナー
- 題名のない音楽会(2022年2月26日、テレビ朝日[8])

### ラジオ
- セッション2014 〜川村竜トリオ〜（2014年1月19日・24日）
- 女子ジャズRadio（2015年3月30日）
- 諏訪道彦のスワラジ（文化放送、2021年2月3日）
- ドズぼんラジオ(2024年11月27日)

## 作品

### CD
- いぶし銀(Tasteful Modern Jazz)（2008年、BODY & SOULレーベル） - ベース（トラック4、トラック5、トラック6）
- Ol'School Jazz 熊谷ヤスマサ&川村竜（2009年、anturtle tune）
- SQUARE ENIX JAZZ -SaGa-（2021年、スクウェア・エニックス）- 編曲[9]
- 「名無しの勇者」RoundV（2021年、ソニー・ミュージックエンタテインメント） - 作曲、編曲

### オリジナル楽曲
- 「一番近くて遠い星」岩男潤子（2022年） - 作曲[10]

### テレビアニメ
- 鬼平[3]（2017年、テレビ東京）- 音楽
- この世の果てで恋を唄う少女YU-NO[11]（2019年、AT-X）- 音楽

### テレビドラマ
- やけに弁の立つ弁護士が学校でほえる[3]（2018年、NHK総合）- 音楽
- 夢食堂の料理人〜1964東京オリンピック選手村物語〜[12]（2019年、NHK総合）- 音楽

### PV
- This is ARU（2020年、YouTube）
- おじリーグ3（2020年、YouTube）BGM - 「Old buggers」
- おじリーグ4（2021年、YouTube）BGM - 「Murderous Design」
- おじリーグ5（2023年、YouTube）BGM - 「The howl of underdogs」